# Cristo Montt
Cristo Montt (Santiago, Chile, 2 de julio de 1981), es un productor de arte y actor chileno.

## Biografía
Nacido como Cristóbal Tapia Montt, nació en Santiago de Chile. A los 40 días de nacido se mudó con su familia a EE. UU. y permanece allí hasta 1989, cuando vuelve a su país natal. Egresado del Saint George's College en 1999 para luego ingresar a estudiar diseño Gráfico/Industrial.
Su primera incursión en televisión la realizó en 1995 a los 13 años para la serie La Pandilla de TVN. En 2006 ingresó a Canal 13, haciendo su debut en las fronteras de su país para grabar en Puerto Rico la producción Don Amor. Entre sus trabajos anteriores se cuentan Identity theft y XS - la peor talla. Luego de Don Amor siguieron producciones como Cuenta conmigo (2009), Humanimal (2009) y Drama (2009), también la teleserie del primer semestre del 2010, Feroz de Canal 13. El 2012, audicionó en la tercera temporada del programa Mi nombre es..., donde participó imitando al británico Robbie Williams, quedando seleccionado para la semifinal.
En 2015 Montt se mudó a Los Ángeles, Estados Unidos. En este país filma su primera película internacional Shortwave protagonizada por él y la chilena Juanita Ringeling. Previamente protagoniza The Stranger, dirigida por Guillermo Amoedo y producida por Sobras International.  
En 2016 se incorporó como actor invitado a la serie Good Behavior producida por TNT, interpretando a Carlos Pereira, hermano de Javier Pereira, interpretado por Juan Diego Botto. En 2017 vuelve a la segunda temporada de la misma serie. 

## Filmografía
- 2003 - XS, la peor talla - Viñuela
- 2007 - Identity Theft  - AA Speaker
- 2010 - Drama - Montesco
- 2010 - Humanimal - Muchacho
- 2013 - Videoclub - Kurt M.
- 2014 - The Stranger
- 2015 - He Hated Pigeons - Sebastien
- 2016 - Shortwave - Josh
- 2016 - Madre - Tomas
- 2017 - Gloria - Adam

## Televisión
| Teleseries | Teleseries            | Teleseries             | Teleseries |
| Año        | Teleserie             | Rol                    | Canal      |
| ---------- | --------------------- | ---------------------- | ---------- |
| 2008       | Don Amor              | Rodrigo Cifuentes      | Canal 13   |
| 2009       | Cuenta Conmigo        | Carlos Yáñez           | Canal 13   |
| 2010       | Feroz                 | Damián Cruz            | Canal 13   |
| 2011       | Peleles               | Gonzalo Baeza          | Canal 13   |
| 2013       | Las Vegas             | Carlitos "Charly" Vega | Canal 13   |
| 2013       | Secretos en el jardín | Sergio O'Ryan          | Canal 13   |
| 2014       | Valió la Pena         | Felipe Montes          | Canal 13   |

## Series y unitarios
| Series    | Series                                        | Series                  | Series      |
| Año       | Series                                        | Rol                     | Canal       |
| --------- | --------------------------------------------- | ----------------------- | ----------- |
| 1996      | La Pandilla                                   | Lucas                   | TVN         |
| 2010      | Cartas de mujer                               | Clemente Ortúzar        | Chilevisión |
| 2011      | Prófugos                                      | Óscar Salamanca (Joven) | HBO         |
| 2016–2017 | Good Behavior (serie de televisión)           | Carlos Pereira          | TNT         |
| 2018      | Only Good things Happen: Mexico City (Piloto) | Father Antonio          | HBO         |
| 2020      | El presidente                                 | Dave                    | Amazon      |